# Couvent des Carmélites de Chaumont
Pour les articles homonymes, voir couvent des Carmélites.
La couvent des Carmélites de Chaumont est un édifice situé à Chaumont dans le département de la Haute-Marne en région Grand Est.

## Historique
Le plafond de la salle du premier étage de l'ancienne chapelle est classé au titre des monuments historiques par arrêté du 24 juillet 1972.